# Mistrzostwa Świata Juniorów w Narciarstwie Alpejskim 2000
19. Mistrzostwa świata juniorów w narciarstwie alpejskim odbyły się w dniach 21 - 26 lutego 2000 r. w kanadyjskim mieście Québec w prowincji Quebec. Rozegrano po 5 konkurencji dla kobiet i mężczyzn. Zawody odbywały się w Mont-Sainte-Anne, Stoneham i Lac-Beauport. W klasyfikacji medalowej triumfowała reprezentacja Austrii, której zawodnicy zdobyli także najwięcej medali, trzynaście, w tym 5 złotych, 3 srebrne i 5 brązowych.

## Wyniki
| Pozycja | Zawodnik           | Narodowość | Czas    |
| ------- | ------------------ | ---------- | ------- |
|         | Thomas Graggaber   | Austria    | 1:10,77 |
|         | Klaus Kröll        | Austria    | 1:10,85 |
|         | Martin Kraus       | Niemcy     | 1:11,40 |
| 4.      | Jörg Spörri        | Szwajcaria | 1:11,51 |
| 5.      | Freddy Rech        | Francja    | 1:11,70 |
| 6.      | Patrick Staudacher | Włochy     | 1:11,72 |

| Pozycja | Zawodniczka          | Narodowość | Czas    |
| ------- | -------------------- | ---------- | ------- |
|         | Fränzi Aufdenblatten | Szwajcaria | 1:13,47 |
|         | Lucia Recchia        | Włochy     | 1:13,61 |
|         | Christine Sponring   | Austria    | 1:13,73 |
| 4.      | Nike Bent            | Szwecja    | 1:13,80 |
| 5.      | Katja Wirth          | Austria    | 1:13,81 |
| 6.      | Kathrin Wilhelm      | Austria    | 1:13,85 |

| Pozycja | Zawodnik           | Narodowość | Czas    |
| ------- | ------------------ | ---------- | ------- |
|         | Klaus Kröll        | Austria    | 1:15,69 |
|         | Martin Kraus       | Niemcy     | 1:16,13 |
|         | Hannes Reichelt    | Austria    | 1:16,51 |
| 4.      | Thomas Graggaber   | Austria    | 1:16,53 |
| 5.      | Patrick Staudacher | Włochy     | 1:16,74 |
| 6.      | Marco Sullivan     | USA        | 1:16,76 |

| Pozycja | Zawodniczka       | Narodowość | Czas    |
| ------- | ----------------- | ---------- | ------- |
|         | Kathrin Wilhelm   | Austria    | 1:18,79 |
|         | Ingrid Rumpfhuber | Austria    | 1:18,84 |
|         | Anja Pärson       | Szwecja    | 1:18,99 |
| 4.      | Julia Mancuso     | USA        | 1:19,31 |
| 5.      | Lucia Recchia     | Włochy     | 1:19,37 |
| 6.      | Emily Brydon      | Kanada     | 1:19,81 |

| Pozycja | Zawodnik           | Narodowość | Czas    |
| ------- | ------------------ | ---------- | ------- |
|         | Georg Streitberger | Austria    | 1:52,09 |
|         | Bernard Vajdič     | Słowenia   | 1:52,27 |
|         | Freddy Rech        | Francja    | 1:52,43 |
| 4.      | Daniel Défago      | Szwajcaria | 1:52,59 |
| 5.      | Christoph Alster   | Austria    | 1:52,65 |
| 6.      | Mirko Deflorian    | Włochy     | 1:52,72 |

| Pozycja | Zawodniczka            | Narodowość | Czas    |
| ------- | ---------------------- | ---------- | ------- |
|         | Anja Pärson            | Szwecja    | 1:55,08 |
|         | Carolina Ruiz Castillo | Hiszpania  | 1:56,55 |
|         | Petra Knor             | Austria    | 1:56,73 |
| 4.      | Britt Janyk            | Kanada     | 1:56,81 |
| 5.      | Julie Langevin         | Kanada     | 1:57,33 |
| 6.      | Fränzi Aufdenblatten   | Szwajcaria | 1:57,46 |

| Pozycja | Zawodnik           | Narodowość | Czas    |
| ------- | ------------------ | ---------- | ------- |
|         | Daniel Défago      | Szwajcaria | 1:52,95 |
|         | Matthias Lanzinger | Austria    | 1:53,49 |
|         | Marco Sullivan     | USA        | 1:53,68 |
| 4.      | Alexandre Anselmet | Francja    | 1:53,73 |
| 5.      | Hannes Reichelt    | Austria    | 1:53,84 |
| 6.      | Patrick Staudacher | Włochy     | 1:53,87 |

| Pozycja | Zawodniczka   | Narodowość | Czas    |
| ------- | ------------- | ---------- | ------- |
|         | Anja Pärson   | Szwecja    | 1:50,79 |
|         | Emily Brydon  | Kanada     | 1:51,34 |
|         | Emma Pezzedi  | Włochy     | 1:51,51 |
| 4.      | Denise Karbon | Włochy     | 1:52,24 |
| 5.      | Britt Janyk   | Kanada     | 1:53,64 |
| 6.      | Nicole Gius   | Włochy     | 1:54,00 |

| Pozycja | Zawodnik           | Narodowość | Punkty |
| ------- | ------------------ | ---------- | ------ |
|         | Matthias Lanzinger | Austria    | 31,36  |
|         | Bernard Vajdič     | Słowenia   | 35,95  |
|         | Hannes Reichelt    | Austria    | 39,06  |

| Pozycja | Zawodniczka          | Narodowość | Punkty |
| ------- | -------------------- | ---------- | ------ |
|         | Emily Brydon         | Kanada     | 32,13  |
|         | Fränzi Aufdenblatten | Szwajcaria | 33,87  |
|         | Katja Wirth          | Austria    | 45,77  |

## Klasyfikacja medalowa
| Miejsce | Państwo           |   |   |   | złoto · srebro · brąz |
| ------- | ----------------- | - | - | - | --------------------- |
| 1.      | Austria           | 5 | 3 | 5 | 13                    |
| 2.      | Szwajcaria        | 2 | 1 | 0 | 3                     |
| 3.      | Szwecja           | 2 | 0 | 1 | 3                     |
| 4.      | Kanada            | 1 | 1 | 0 | 2                     |
| 5.      | Słowenia          | 0 | 2 | 0 | 2                     |
| 6.      | Niemcy            | 0 | 1 | 1 | 2                     |
|         | Włochy            | 0 | 1 | 1 | 2                     |
| 8.      | Hiszpania         | 0 | 1 | 0 | 1                     |
| 9.      | Francja           | 0 | 0 | 1 | 1                     |
|         | Stany Zjednoczone | 0 | 0 | 1 | 1                     |